# Marly Bueno
Marly Bueno, nome artístico de Amalia Angelina Marly D'Angelo (São Paulo, 11 de junho de 1933 – Rio de Janeiro, 12 de abril de 2012) foi uma atriz brasileira.

## Carreira
Foi primeira mulher a aparecer na televisão brasileira, ao lado de sua irmã Miriam Simone, como garota-propaganda do TV na Taba, na estreia da televisão brasileira em 1950 na Rede Tupi. Após o casamento em 1960 abandonou a carreira como atriz, dedicando-se apenas a apresentar o concurso Miss Brasil. Em 1991 aceitou um convite de Herval Rossano para voltar à televisão, 31 anos depois, permanecendo em diversas produções da Rede Globo até 2009 quando foi contratada por três anos pela Rede Record. Em seus últimos trabalhos na TV interpretou mulheres requintadas, moralistas e más como a Rafaela de História de Amor, a Marta Moreti de Mulheres Apaixonadas e a Irmã Maria de Páginas da Vida todas do autor Manoel Carlos. Atuou em inúmeras telenovelas, filmes e peças de teatro. Foi a estrela do último filme de Oscarito, Entre Mulheres e Espiões, e atuou ao lado de Anthony Quinn, em Oriundi, um filme da Warner Bros rodado no Brasil. Recentemente, na Rede Record integrou o elenco de Poder Paralelo de Lauro César Muniz e a Minissérie Rei Davi, seu último trabalho. Também chegou a narrar os episódios do Linha Direta.

## Morte
Morreu em 12 de abril de 2012, devido a uma infecção após uma cirurgia de emergência no intestino. Foi velada no Rio de Janeiro, onde morava havia mais de 40 anos, e sepultada no jazigo da família no Cemitério do Araçá, em São Paulo.

## Filmografia

### Televisão
| Ano     | Título                          | Personagem                         | Notas                                |
| ------- | ------------------------------- | ---------------------------------- | ------------------------------------ |
| 1950–52 | TV na Taba                      | Garota-propaganda                  |                                      |
| 1953    | As Aventuras de Berloque Kolmes | Jane Calamidade                    |                                      |
| 1953–59 | TV de Vanguarda                 | Vários personagens                 |                                      |
| 1954    | O Falcão Negro                  | Lucrécia Borgia                    |                                      |
| 1955    | A Sogra que Deus me Deu         | Angélica                           |                                      |
| 1956    | Aponte o Culpado                | Bárbara                            | Episódio: "Um Pequeno Vício"         |
| 1956    | O Conde de Monte Cristo         | Mercedes                           |                                      |
| 1956    | Scaramouche                     | Maria Helena                       |                                      |
| 1957    | Lever no Espaço                 | Carmem                             |                                      |
| 1958    | TV Teatro Walita                | Ana                                | Episódio: "Champagne em Mesa Alheia" |
| 1958    | TV Teatro Walita                | —                                  | Episódio: "O Macarone"               |
| 1958    | TV de Comédia                   | Alice                              | Episódios: "O Pivete"                |
| 1958    | TV de Comédia                   | Úrsula                             | Episódio: "Feitiço"                  |
| 1959    | Um Lugar ao Sol                 | Natália                            |                                      |
| 1960–61 | Alô, Doçura!                    | Anita                              |                                      |
| 1976    | Estúpido Cupido                 | Apresentadora do Miss Brasil       | Participação Especial                |
| 1991    | O Portador                      | Edite                              |                                      |
| 1991    | Felicidade                      | Leonor                             |                                      |
| 1993    | Agosto                          | Modista                            |                                      |
| 1994    | Quatro por Quatro               | Mônica Sales                       |                                      |
| 1995    | História de Amor                | Rafaela Moretti                    |                                      |
| 1996    | Salsa e Merengue                | Sandra                             | Episódio: "12 de dezembro"           |
| 1998    | Estrela de Fogo                 | Yolanda                            |                                      |
| 2000    | Laços de Família                | Olívia Martins                     |                                      |
| 2002    | Coração de Estudante            | Zuleide Andrade (Zuzu)             |                                      |
| 2003    | Mulheres Apaixonadas            | Marta Gonzaga Moretti              |                                      |
| 2004    | Um Só Coração                   | Lúcia                              |                                      |
| 2004    | Linha Direta                    | Clotilde Elejalde de Mello Vianna  | Episódio: "Crime das Irmãs Poni"     |
| 2005    | América                         | Srª. Mattos                        | Episódio: "20 de junho"              |
| 2005    | Os Amadores                     | Necilda                            | Episódio: "1"                        |
| 2006    | Páginas da Vida                 | Maria Gomes (Irmã Maria / Irmã Má) |                                      |
| 2009    | Poder Paralelo                  | Sônia Meira                        |                                      |
| 2012    | Rei Davi                        | Ainoã                              |                                      |

### Cinema
| Ano  | Título                   | Personagem        |
| ---- | ------------------------ | ----------------- |
| 1953 | A Família Lero-Lero      |                   |
| 1954 | Na Senda do Crime        | Maria             |
| 1957 | Dorinha no Soçaite       | Ester             |
| 1958 | Chão Bruto               | Laura             |
| 1961 | Entre Mulheres e Espiões | Kátia             |
| 1962 | As Sete Evas             | Lídia             |
| 1995 | Sombras de Julho         | Ione              |
| 1999 | Oriundi                  | Matilde           |
| 2006 | Fica Comigo Esta Noite   | mãe de Laura      |
| 2007 | Inesquecível             | Norma             |
| 2009 | A Mulher Invisível       | senhora no cinema |

### Teatro
- 1954 - O Empréstimo[8]
- 1954 - A Filha de Iório[9]
- 2011 - O Pacto das 3 Meninas[10]